# Vladimir I de Kiev
Vladimir I ou Valdemar I, dito o Grande, (em antigo eslavo oriental: Володимѣръ Свѧтославичь, Volodiměrъ Svętoslavičь; em nórdico antigo: Valdamarr gamli; c. 958 – 15 de julho de 1015, Berestove) foi príncipe da Novogárdia (970), grão-príncipe de Kiev e governante dos rus' de Kiev de 980 até 1015. É considerado santo pela Igreja Católica e igrejas ortodoxas por seu papel na Cristianização dos rus' de Kiev.

## Reino de Kiev

### Chegada no trono de Kiev
Após a morte em 972 do príncipe Esvetoslau, Jaropolco asumiu o poder em Kiev. Em 977, uma guerra civil eclodiu entre Jaropolco e seu irmão Olegue. Em 975, o filho do governador Sueneldo, caçando nas terras de Drevlyansky, foi morto por Olegue. Em resposta, Sueneldo pediu a Jaropolco para iniciar uma guerra contra seu irmão, o que ele fez; durante a campanha de Jaropolco, Olegue foi morto e Vladimir com esta notícia partiu para as terras varangianas. Tendo reunido um exército lá, ele voltou a Novgorod, expulsando Jaropolco.